# 东阳横店通用机场
东阳横店通用机场是位于中国浙江省东阳市横店镇的一座A1级跑道型通用机场，毗邻横店影视城风景区。机场于2012年开工，2017年12月中国民用航空华东地区管理局颁发的机场使用许可证，2018年3月24日正式运行，面积521.4亩，设有一条长800米、宽45米的跑道；停机坪面积26000平方米，可停放A、B类飞机24架，机库面积7460平方米，可停放A、B类飞机30架。
机场由横店集团投资建设，为横店集团持有浙江东华通用航空公司的运营基地，此外横店集团还在机场附近设有浙江省航空运动学校。
2022年机场开始扩建工程，将现有800米跑道延长至1800米，同时建设相应平行滑行道、垂直联络道、停机坪、机库、塔台航管楼、消防站以及Ⅰ类精密进近灯光和仪表着陆系统等配套设施设备。